# Cattedrale di Nostra Signora di Guadalupe (Canelones)
La cattedrale di Nostra Signora di Guadalupe (in spagnolo: Catedral Nuestra Señora de Guadalupe) è la cattedrale cattolica della città di Canelones, in Uruguay, e sede della diocesi di Canelones.

## Storia
La prima chiesa risale al 1775. Nel 1843 è stato costruito l'edificio attuale, successivamente modificato con l'aggiunta delle torri e alcune modifiche della facciata. Nel 1945, il cardinale Antonio Barbieri elevò la chiesa al Santuario Nazionale della Vergine di Guadalupe. Nel 1961 la chiesa è stata elevata a cattedrale della diocesi di Canelones.